# 29244 Van Damme
29244 Van Damme (1992 OV1) là một tiểu hành tinh vành đai chính được phát hiện ngày 26 tháng 7 năm 1992 bởi E. W. Elst ở Đài thiên văn Nam Âu.